# Doppelrick
Ein Doppelrick ist ein Hindernis beim Springreiten, das aus zwei hintereinandergebauten, vollständigen, gleichhohen Ricks besteht. Das Doppelrick ist ein Hochweitsprung, der im Gegensatz zum Oxer aus beiden Richtungen gesprungen werden kann. Doppelricks finden vor allem in Parcours Anwendung, die sich an natürlichen Geländesprüngen (Zäunen und Gräben) anlehnen, z. B. beim klassischen Parcours des Deutschen Spring-Derbys.